# (200270) 1999 XX110
(200270) 1999 XX110 es un asteroide perteneciente al cinturón de asteroides, descubierto el 5 de diciembre de 1999 por el equipo del Catalina Sky Survey desde el Catalina Sky Survey, Arizona, Estados Unidos.

## Designación y nombre
Designado provisionalmente como 1999 XX110.

## Características orbitales
1999 XX110 está situado a una distancia media del Sol de 2,708 ua, pudiendo alejarse hasta 3,049 ua y acercarse hasta 2,368 ua. Su excentricidad es 0,125 y la inclinación orbital 11,42 grados. Emplea 1628,37 días en completar una órbita alrededor del Sol.
El próximo acercamiento a la órbita terrestre se producirá el 28 de junio de 2142.

## Características físicas
La magnitud absoluta de 1999 XX110 es 15,5.